# Béla Szendey
Béla András Richárd Szendey (Budapest, 5 de octubre de 1902-Budapest, 29 de octubre de 1966) fue un deportista húngaro que compitió en remo. Ganó cinco medallas en el Campeonato Europeo de Remo entre los años 1926 y 1933.

## Palmarés internacional
| Campeonato Europeo | Campeonato Europeo | Campeonato Europeo | Campeonato Europeo |
| Año                | Lugar              | Medalla            | Prueba             |
| ------------------ | ------------------ | ------------------ | ------------------ |
| 1926               | Lucerna (Suiza)    | Medalla de plata   | Scull individual   |
| 1927               | Como (Italia)      | Medalla de plata   | Scull individual   |
| 1930               | Lieja (Bélgica)    | Medalla de oro     | Scull individual   |
| 1931               | París (Francia)    | Medalla de plata   | Doble scull        |
| 1933               | Budapest (Hungría) | Medalla de bronce  | Doble scull        |